# Гаррі Джонстон
Гаррі Джонстон (англ. Harry Johnston; 26 вересня 1919, Манчестер — 12 жовтня 1973, Манчестер) — англійський футболіст, що грав на позиції захисника за «Блекпул» і національну збірну Англії. По завершенні ігрової кар'єри — тренер.
Володар Кубка Англії. Футболіст 1951 року в Англії за версією АФЖ.

## Клубна кар'єра
1934 року 15-річний футболіст приєднався до клубу «Блекпул». Свою першу гру за основну команду провів 20 листопада 1937 року. А вже у сезоні 1938/39 став гравцем стартового складу команди.
Під час Другої світової війни проходив військову службу на Близькому Сході. У повоєнний час поновив виступи за «Блекпул», відразу ставши ключовим захисником команди і її капітаном. У повоєнні роки «Блекпул» демонстрував непогані результати, особливо у Кубку Англії, тричі сягнувши фіналів цього змагання — у 1948, 1951 і 1953 роках. Дві перші спроби завоювати трофей були невдалими, а ось у 1953 році команда нарешті вийшла переможцем фінального протистояння і здобула перший у своїй історії національний трофей.
За два роки після цього тріумфу, у 1955 році, Джонстон оголосив про завершення ігрової кар'єри.

## Виступи за збірну
1946 року дебютував в офіційних матчах у складі національної збірної Англії. Протягом кар'єри у національній команді, яка тривала 8 років, провів у її формі 10 матчів.

## Кар'єра тренера
Розпочав тренерську кар'єру відразу ж по завершенні кар'єри гравця, 1955 року, очоливши тренерський штаб клубу «Редінг», в якому пропрацював сім сезонів.
Згодом у 1967 року повернувся до рідного «Блекпула», де став асистентом свого колишнього партнера по цій команді Стена Мортенсена у тренерському штабі. Протягом частини 1969 року виконував обов'язки головного тренера, а наступного року обійняв одну з адміністративних посад у структурі клубу, відповідав за реалізацію квитків на домашні ігри.
Помер 12 жовтня 1973 року на 55-му році життя.

## Титули і досягнення

### Командні
- Володар Кубка Англії (1):

«Блекпул»: 1952-1953

### Особисті
- Футболіст року за версією АФЖ (1): 1951